# Sinfonia (Webern)

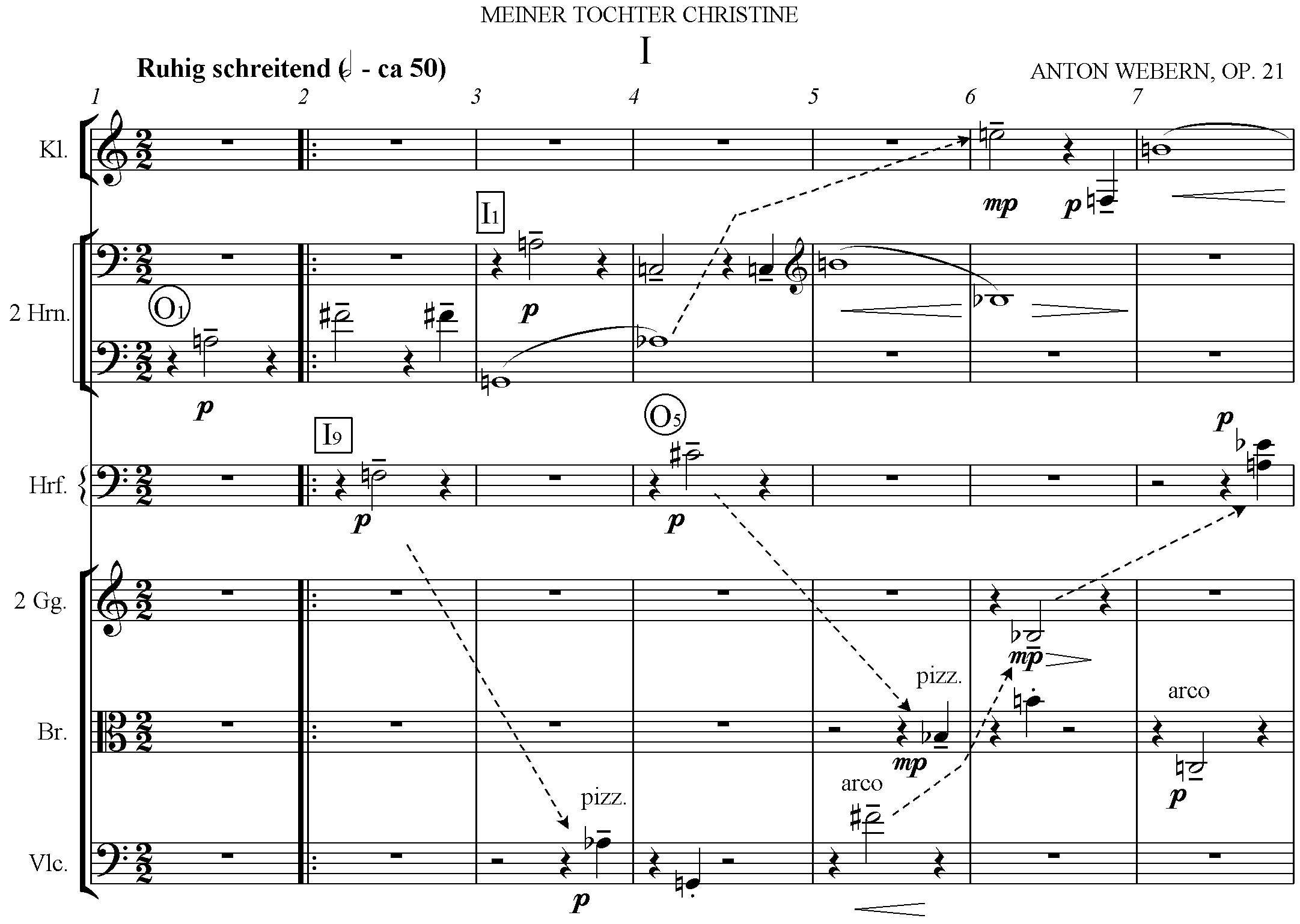

La Sinfonia per orchestra da camera, op. 21 di Anton Webern è una composizione scritta nel 1928.

## Storia della composizione
Nel 1925, con i Tre Lieder op. 18 per soprano, chitarra e clarinetto, Webern cominciò a inoltrarsi con crescente razionalità nel metodo dodecafonico teorizzato dal suo maestro Arnold Schönberg, seguendo tuttavia una sua personale via autonoma al fine, nota Luigi Rognoni, di «depurare il materiale sonoro sino a ricondurlo all'origine acustica del suono, in una dimensione spazio-temporale nella quale l’essenza soggettiva dell’idea possa coincidere con la voce interiore della natura». Lo stesso Webern volle chiarire tale concetto precisando: «Ora è possibile comporre con la fantasia libera, senza legami, all'infuori della serie … al futuro è riservato di scoprire le più strette leggi di coerenza che stanno già nei lavori di oggi. Se si arriverà a questa giusta comprensione dell’arte non potrà più esserci differenza tra la scienza e il creare per ispirazione … e proprio nella natura». La coerenza estrema di Webern nel procedere seguendo il nuovo indirizzo si rivela nel Trio per archi op. 20 (1927) per il quale Erwin Stein, direttore d’orchestra viennese anch’egli allievo di Schönberg, scrisse una premessa (con l’approvazione dell’autore) dove si precisa che «in Webern le voci si compongono a mosaico di elementi integranti di una serie. In tal modo generano, mediante combinazioni, sempre nuovi suoni. Il paragone col caleidoscopio che, attraverso molteplici raggruppamenti dei suoi elementi di colori e forme, produce continuamente altre immagini, è molto stretto». Da questo momento Webern incominciò a preparare diligentemente le tabelle seriali, prima di intraprendere la stesura di lavori improntati ad una spiritualità espressiva di straordinaria coerenza lessicale come il Quartetto per violino, clarinetto, sassofono tenore e pianoforte op. 22 e, soprattutto, la Sinfonia 'op. 21 che, nota Roman Vlad, «partecipa sia del periodo più espressamente espressionistico di Webern sia di quello geometrico». Si tratta, osserva a sua volta Susan Bradshaw, della prima opera per forze comparate che Webern avesse scritto dall’epoca dei Cinque Pezzi op. 10 , la quale segna l’inizio da parte dell’autore di «una preoccupazione per la concentrazione stilistica che doveva durare per il resto della sua vita», un processo di “distillazione” che sarebbe poi culminato nel 1940 con la composizione delle Variazioni per orchestra op. 30. 

## Struttura della composizione
Per Giacomo Manzoni, la Sinfonia op. 21 è da intendersi come “sinfonia” in senso assai lato, certamente non in quello della forma classica da Webern completamente abbandonata. La stessa orchestrazione si discosta nettamente dal modello della florida tradizione sinfonica austro-tedesca (Haydn, Mozart, Beethoven) del XVIII-XIX secolo, in quanto comprende quattro fiati (clarinetto, clarinetto basso e due corni), un’arpa e un quartetto d’archi (due violini, viola e violoncello), benché nelle esecuzioni odierne si tenda a preferire la sonorità dell’orchestra da camera. Anche la struttura dell’opera non segue la consueta ripartizione in quattro movimenti, in quanto comprende solo due parti e mira a conciliare i lineamenti da sonata con quelli puramente contrappuntistici. 
- La prima parte, il cui movimento è indicato in tedesco come Ruhig schreitend (Camminando tranquillamente) è infatti configurata quale canone doppio per moto contrario a quattro parti diviso a sua volta in due sezioni ritornellate[5]. Le imitazioni canoniche si sovrappongono a strati, formando una linea continua dei suoni dei vari strumenti disposti frammentariamente[6]. Già in questa prima parte si rivela la sconcertante modernità dell’op. 21; René Leibowitz ha saputo efficacemente descrivere l’effetto prodotto dalla Sinfonia sia nel semplice ascoltatore, sia nel cultore esperto, osservando come molti di coloro che avevano saputo apprezzare le composizioni di Webern fino all’op. 20 fossero rimasti sconcertati dall’op. 21 in poi. Se la lettura della partitura ha potuto indurre qualcuno a ritenere che molte delle note musicali dessero l’impressione di essere state scritte sul pentagramma a casaccio, senza una motivazione apparente, l’ascolto non ha attenuato la sensazione di smarrimento, non rinvenendo il pubblico impreparato alla nuova esperienza alcun elemento melodico né di armonia; quanto al ritmo, è parso incomprensibile[7].

- La seconda parte, Variationen, si compone di un tema con sette variazioni e una coda ed è formulata anch’essa secondo complessi schemi canonici[5]; qui Webern raggiunge gli apici di un’estrema concisione e coerenza formale in appena tre minuti di musica. Si nota infatti una maggiore condensazione di suoni e ritmi, che arriva ad effetti quasi drammatici nella quinta variazione[4]. La costellazione seriale che sta alla base della Sinfonia è rimarchevole per la sua reversibilità; il tema delle variazioni può essere infatti letto indifferentemente dal principio o dalla fine e i canoni della prima variazione si possono riprodurre anche leggendo la partitura a fogli capovolti[5]. Nella seconda variazione vi sono tre gruppi di note che si rispecchiano a vicenda all’interno dell’immagine speculare totale, mentre nella terza i corni formano un doppio disegno ritmico a fronte del quale clarinetti, arpa e archi completano il profilo canonico. Se nella quarta variazione emerge il ritmo di tre note parzialmente contraddetto dagli accenti del fraseggio in due note su clarinetti, corni e archi, nella quinta l’accentuazione incrociata determina lo sviluppo di relazioni ritmiche complesse tra l’arpa e gli archi[3]. Nella sesta variazione corni e clarinetti suonano “in modo di marcia” come nei Sei Pezzi per orchestra Op. 6[5], mentre nella settima vi è una variazione tutti sulle variazioni ritmiche di gruppi di due e tre note; quanto alla Coda conclusiva, qui Webern riduce le sonorità a un trio composto da violino, violoncello e arpa, enfatizzando la doppia immagine canonica tramite i silenzi che formano parte della simmetria[3]. Decisamente, conclude Roman Vlad, «nei momenti in cui la musica di Webern rinuncia alla trasfigurazione e al distacco spirituale impegnandosi in riferimenti esistenziali essa si costituisce a virtuale sismografo di incombenti tragedie»[5].

## Discografia parziale
- Berliner Philharmoniker, Pierre Boulez (Deutsche Grammophon)
- Cleveland Orchestra, Christoph von Dohnányi (Decca)
- London Symphony Orchestra, Pierre Boulez (Sony BMG)
- Nuremberg Symphony Orchestra, Othmar F. Maga (Red Note)
- Philharmonia Orchestra, Robert Craft (Naxos)
- Staatskapelle Dresden, Giuseppe Sinopoli (Apex Teldec)
- Ulster Orchestra, Takuo Yuasa (Naxos)